# Kungliga Filharmoniska Orkestern
Das Kungliga Filharmoniska Orkester (kurz auch Kungliga Filharmonikerna;  deutsch Königliches Philharmonisches Orchester bzw. die königlichen Philharmoniker; englische Eigenbezeichnung Royal Stockholm Philharmonic Orchestra) ist ein Sinfonieorchester aus Stockholm.

## Geschichte
Das Orchester wurde als Stockholmer Konzertgesellschaft (Konsertföreningens orkester) im Jahre 1902 gegründet. 1957 wurde es umbenannt in Stockholms Filharmoniska Orkester, 1992 in Kungliga Filharmoniska Orkestern.
Seit 1926 ist das Konserthuset die Heimatadresse.

## Chefdirigenten
1. Georg Schnéevoigt (1915–1924)
2. Václav Talich (1926–1936)
3. Fritz Busch (1937–1940)
4. Carl von Garaguly (1942–1953)
5. Hans Schmidt-Isserstedt (1955–1964)
6. Antal Doráti (1966–1974)
7. Gennadi Nikolajewitsch Roschdestwenski (1974–1977)
8. Yuri Ahronovitch (1982–1987)
9. Paavo Berglund (1987–1990)
10. Gennadi Nikolajewitsch Roschdestwenski (1991–1995)
11. Andrew Davis (Dirigent) und  Paavo Järvi (1995–1998)
12. Alan Gilbert (2000–2008)
13. Sakari Oramo (2008–heute)